# Uścieczko (rejon krzemieniecki)
Uścieczko (ukr. Устечко), Usteczko – wieś na Ukrainie, w obwodzie tarnopolskim, w rejonie krzemienieckim, nad Horyniem.
Przynależność administracyjna przed 1939 r.: gmina Stary Oleksiniec, powiat krzemieniecki, województwo wołyńskie.
Południową część wsi stanowi dawniej odrębna wieś Korszyłówka.